# Serrières-en-Chautagne
Serrières-en-Chautagne este o comună în departamentul Savoie din sud-estul Franței. În 2009 avea o populație de 1.106 de locuitori.

## Evoluția populației
| An        | 1975 | 1982 | 1990 | 1999 | 2006 | 2009  |
| --------- | ---- | ---- | ---- | ---- | ---- | ----- |
| Populație | 512  | 580  | 737  | 793  | 922  | 1.106 |